# Дубенский, Порфирий Николаевич
 Порфирий Николаевич Дубенский  (1808—1861) — Гвардии полковник, Пензенский губернский предводитель дворянства, сын сенатора Н. П. Дубенского.

## Биография
Родился в 1808 году. Сын сенатора Николая Порфириевича Дубенского и жены его Елизаветы Петровны, урожденной Гартонг. Воспитывался в пажеском корпусе, где имя его занесено на мраморную доску. 13 апреля 1825 года из камер-пажей произведен в корнеты.
23 января 1828 года в поручики и 21 апреля назначен адъютантом к князю А. И. Чернышеву. По семейный преданиям, некоторые из полковых товарищей, принадлежащие к тайному обществу, усиленно желали сблизиться с Дубенским, но он отдалился от них. В 1831 году произведен в штабс-ротмистры, в 1834 году за отличие в ротмистры.
28 сентября 1837 года уволен со службы в чине полковника с мундиром. В 1845 году Дубенский был избран Пензенским уездным предводителем дворянства, а в 1847 году утвержден исполняющим должность губернского предводителя дворянства.
В 1849 году избран губернским предводителем дворянства. Дубенский был уважаем не только в Пензе но и в Петербурге. Перед отменой крепостного права только в одной Дурасовке ему принадлежало свыше 1 тыс. крестьян. Именно при нём построили здесь каменный барский дом, а за ним разбили большой парк. Скончался в 1861 году и похоронен в селе Дурасовка.

## Награды
- Орден Святой Анны 3-й ст.
- Орден Святого Владимира 4-й ст.
- Орден Святого Станислава (Российская империя) 2-й ст.